# Pedro Leopoldo (ort)
Pedro Leopoldo är en ort i Brasilien.   Den ligger i kommunen Pedro Leopoldo och delstaten Minas Gerais, i den sydöstra delen av landet, 600 km sydost om huvudstaden Brasília. Pedro Leopoldo ligger 714 meter över havet och antalet invånare är 49 261.
Terrängen runt Pedro Leopoldo är platt österut, men västerut är den kuperad. Pedro Leopoldo ligger nere i en dal. Runt Pedro Leopoldo är det ganska tätbefolkat, med 239 invånare per kvadratkilometer.. Närmaste större samhälle är Ribeirão das Neves, 17,1 km söder om Pedro Leopoldo.
Omgivningarna runt Pedro Leopoldo är huvudsakligen savann.